# Med rötter i medeltiden
Med rötter i medeltiden är ett musikalbum (LP) från 1974 av de svenska musikerna Carin Kjellman och Ulf Gruvberg. Skivan består av tolkningar av svenska medeltidsballader i en stil inspirerad av brittisk folkrock och svensk folkmusik. Den producerades av Rune Öfwerman, spelades in i Metronomestudion och utgavs av Sonet grammofon. Samarbetet mellan Kjellman och Gruvberg blev framgångsrikt, och ledde till att de 1976 formellt bildade gruppen Folk och rackare.

## Låtlista
1. Ankomstsång
2. Liten Kersti stalldräng
3. Skuttens Anners' nidvisa
4. Herr Peders sjöresa
5. En sjöman han får slita ont
6. Leksands skänklåt
7. Maj är välkommen
8. Brännvin är mitt enda gull
9. Personent hodie
10. Ridom ridom
11. Visa från Rättvik
12. Ebbe Skammelson

## Medverkande
- Carin Kjellman: sång, gitarr, blockflöjt
- Ulf Gruvberg: sång, gitarr, blockflöjt, krumhorn, mungiga
- Ed Thigpen: trummor
- Mads Vinding: bas
- Hasse Rosén: banjo
- Björn Ståbi: fiol